# Кулик Борис Миколайович
Кулик Борис Миколайович (11 (23) травня 1899, село Козачі Лагері Дніпровського повіту Таврійської губернії, (нині – Херсонський район Херсонської області) – 7 жовтня 1970, Київ). Похований на Звериницькому кладовищі) – український мовознавець, вчений, професор, кандидат педагогічних наук з 1946.

## Біографія
У 1917 р. закінчив Олешківську учительську школу та курси вокалістів.
9 листопада 1917 р. на Кудасівських хуторах Дніпровського повіту відкрив свою першу школу, в якій вчителював десять років.
Завідував школами, дитячим будинком. Був секретарем сільради, і навіть... начальником міліції.
З головою занурювався в “боротьбу з неписьменністю“, в культурно-освітню роботу. Проводив бесіди, читав лекції, організовував драмгуртки, хорові колективи.
У 1930 р. закінчив Миколаївський інститут народної освіти. Вчителював на Херсонщині, в Росії (Саратовській та Чкаловській областях).
Викладав українську мову в Польському педагогічному інституті (Київ, 1932–1934), завідував кафедрою української і російської мов у Лубенському (1934–1935) і Київському (1937–1941 та з 1945) педагогічних інститутах.
Багато років працював заступником головного редактора журналу “Методика викладання української мови та літератури”.
Попри постійну зайнятість, він співав у хоровій капелі при Київському будинку вчителів, виступав як соліст.
Основним полем його діяльності була методика викладання української мови в середній школі.

## Наукова діяльність
Написав більше 120-ти шкільних та вузівських підручників, методичних посібників, а саме:
- «Курс сучасної української літературної мови» (1948).
- «Курс сучасної української літературної мови» (Ч. 1, 1959, у співавт. з М. Жовтобрюхом).
- «Курс сучасної української літературної мови» (Ч. 2, 1961).
- «Збірник вправ з стилістики» (1958).
- «Українська мова. Фонетика і морфологія» (Ч. 1, 1955, у співавт.) та ін.